# Jerzy Świnka
Jerzy Świnka, ps. i krypt. Giorgio, oj. (ur. 21 stycznia 1927 w Brusach, zm. 13 września 1993 w Chojnicach) – polski ksiądz rzymskokatolicki, kanonik, ojciec duchowny seminarium duchownego w Pelplinie, autor publikacji teologicznych.

## Życiorys
Pochodził z Brus, był synem mistrza szewskiego Ludwika i Łucji z Bruskich; miał trzech braci i dwie siostry. Naukę rozpoczął w szkole powszechnej w Brusach, podczas wojny pracował w miejscowej mleczarni. Po zakończeniu wojny kształcił się w Państwowym Gimnazjum Handlowym w Chojnicach, skąd w 1948 przeniósł się do Państwowego Liceum dla Dorosłych w Gdańsku. Maturę zdał w 1949 w trybie eksterna, będąc już od roku na studiach teologicznych w Wyższym Seminarium Duchownym w Pelplinie. 27 maja 1954 w Pelplinie przyjął święcenia kapłańskie. Na pierwszą placówkę został skierowany do Chojnic, gdzie do 1961 był wikariuszem w parafii św. Jana Chrzciciela. W tym czasie przyczynił się m.in. do powołania ośrodka duszpasterskiego i powstania kaplicy w Charzykowach z uwagi na rosnące potrzeby duszpasterstwa dla osób przebywających na wczasach, obozach harcerskich czy koloniach. W październiku 1960 rozpoczął studia na Wydziale Prawa Kanonicznego Katolickiego Uniwersytetu Lubelskiego, uzyskując w 1965 magisterium (praca Trydenckie wyznanie wiary. Studium historyczno-prawne).
W 1965 zamieszkał w Pelplinie, pełniąc wiele funkcji diecezjalnych w sądzie biskupim i kurii biskupiej. Był wikariuszem katedralnym (1965–1966), notariuszem kurii i Sądu Duchownego (1965), obrońcą węzła małżeńskiego i święceń kapłańskich w tym sądzie (1965–1970), referentem ds. duszpasterstwa misyjnego (1965–1982), referentem ds. zakonów żeńskich (1965–1993), diecezjalnym dyrektorem Unii Apostolskiej Kleru (od 1970), sędzią prosynodalnym (od 1970), członkiem diecezjalnej Podkomisji Duszpasterstwa Liturgicznego (od 1981), członkiem Rady Kapłańskiej (od 1982), instruktorem w postępowaniach o dyspensę od celibatu i obowiązków kapłańskich (od 1985), dyrektorem kurialnego Wydziału Formacji Duchownej (od 1987) oraz ojcem duchownym księży w diecezji chełmińskiej (od 1987). W latach 1969–1988 był ojcem duchownym oraz wykładał teologię życia wewnętrznego i ascetykę w seminarium pelplińskim. Wykładał też teologię życia wewnętrznego i kierownictwo duchowe w punktach konsultacyjnych Akademii Teologii Katolickiej w Gdyni i Tczewie oraz w Diecezjalnym Studium Katechetycznym. Od 1992 organizował kursy katechetyczne dla świeckich pochodzących z terenu byłego ZSRR. Przez jakiś czas przebywał we Włoszech, zapoznając się z funkcjonowaniem instytutów świeckich. Zaadaptował w warunkach polskich Instytut Świecki Kapłanów Misjonarzy Królewskości Chrystusa (zainicjowany w 1953 przez Agostino Gemellego), w tym jego gałąź żeńską.
Od czerwca 1984 był członkiem komisji Episkopatu Polski ds. Powołań Duchownych, a od stycznia 1989 brał udział w przygotowaniach do II synodu plenarnego (w zakresie problematyki kapłanów i osób konsekrowanych). We wrześniu 1969 został mianowany kanonikiem honorowym Kapituły Kolegiackiej w Kamieniu Krajeńskim, w marcu 1985 otrzymał godność prałata honorowego Jego Świątobliwości. W maju 1993 został kanonikiem gremialnym kapituły kamieńskiej.
Zmarł 13 września 1993 w Chojnicach po wypadku samochodowym, pochowany został na cmentarzu w Pelplinie.

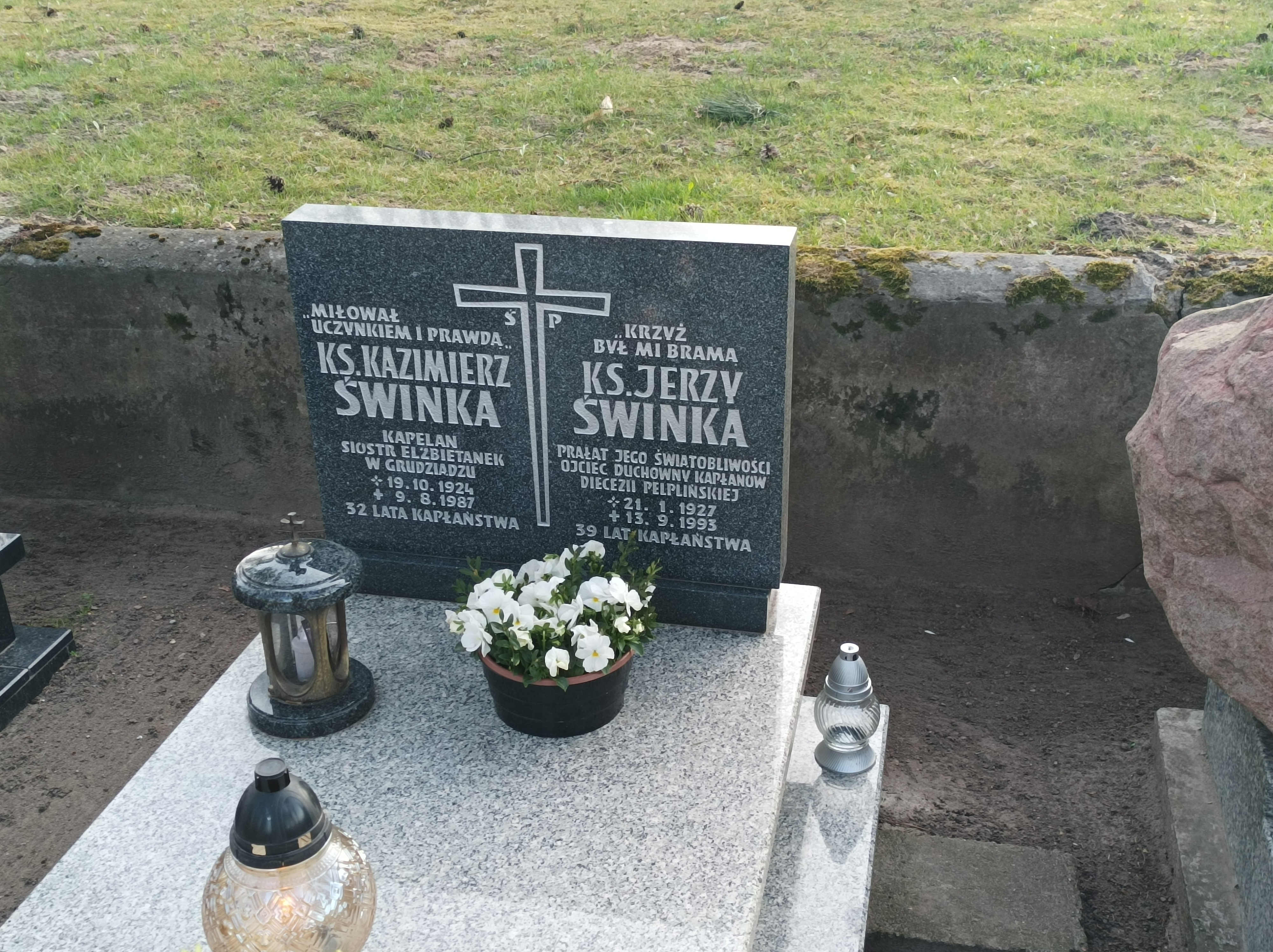
Grób ks. Jerzego Świnki w Pelplinie

## Publikacje
Publikował artykuły dotyczące życia duchowego oraz homiletyki w języku polskim i włoskim, ogłosił też kilka tłumaczeń z włoskiego. Bibliografia jego publikacji liczy 58 pozycji (w tym kilka ogłoszonych pośmiertnie). Opracował m.in. do użytku wewnętrznego seminarium w Pelplinie Modlitwy codzienne wspólnoty seminaryjnej (1971), Liturgiczna modlitwa dnia. Poranna i wieczorna modlitwa na niedzielę i święta (1974), Modlitwy z troską o kapłanów (1975). Pisał do „Biblioteki Kaznodziejskiej” (m.in. kilkanaście artykułów w rubryce „Kapłan, którego szukam...”), „Ateneum Kapłańskiego”, „Ut Unum Sint”, „Pielgrzyma” (z dodatkiem „Pielgrzym Młodych”), „Miesięcznika Diecezji Pelplińskiej”, „Dobrego Pasterza”. W Encyklopedii katolickiej KUL ogłosił artykuł o biskupie i teologu Jeanie Pierre Camusie (tom II, 1976).